# Moloch (Religion)
Moloch ist die biblische Bezeichnung für phönizisch-kanaanäische Opferriten, die nach der biblischen Überlieferung die Opferung von Kindern durch Feuer vorsahen.

## Vorkommen und Bedeutung
Das Wort Moloch ist die griechische Umschreibung des hebräischen מֹלֶך molech. Im Buch Jeremia wird Moloch mit Tofet, einem weiteren Begriff für Menschenopfer, die im Tal Ben-Hinnom dargebracht wurden, in Verbindung gebracht (Jer 7,31 ). Nach den Untersuchungen von Otto Eißfeldt war molk ursprünglich die technisch-kultische Bezeichnung eines Brandopfers. In der biblischen Überlieferung sei es erst mit der deuteronomistischen Redaktion zum Gottesnamen umgedeutet worden. Ähnlich lautende opferkultische Bezeichnungen (molk, molchomor) sind für das Punische belegt.
Im Tanach ist der Name Moloch in Lev 18,21 , 20,2–5 ; 2 Kön 23,10  und in Jer 32,35  belegt. Das Wort kommt auch in 1 Kön 11,7  vor, wo aber die Lesung Milkom (… für Milkom, den Götzen der Ammoniter) angenommen wird, die sich in der entsprechenden Stelle einiger altgriechischer Übersetzungen befindet.
In allen Belegstellen erscheint das Wort immer in der festen Wendung „Kinderopfer dem Moloch darbringen“.
Im Neuen Testament taucht der Name Moloch in Apg 7,43  in Verbindung mit einer Begebenheit aus dem Alten Testament auf.

## Rabbinische Tradition
In der rabbinischen Tradition ist „Moloch“ als eine Bronzestatue dargestellt worden, die mit Feuer erhitzt wurde. Die biblisch-rabbinische Überlieferung von diesem Menschenopfer ist vielfach auch von Kommentatoren wiederaufgegriffen und in Verbindung mit den von altgriechischen und lateinischen Autoren berichteten Opferungen von Kindern für Kronos-Baal in Karthago gebracht worden.

## Literarische Bearbeitungen

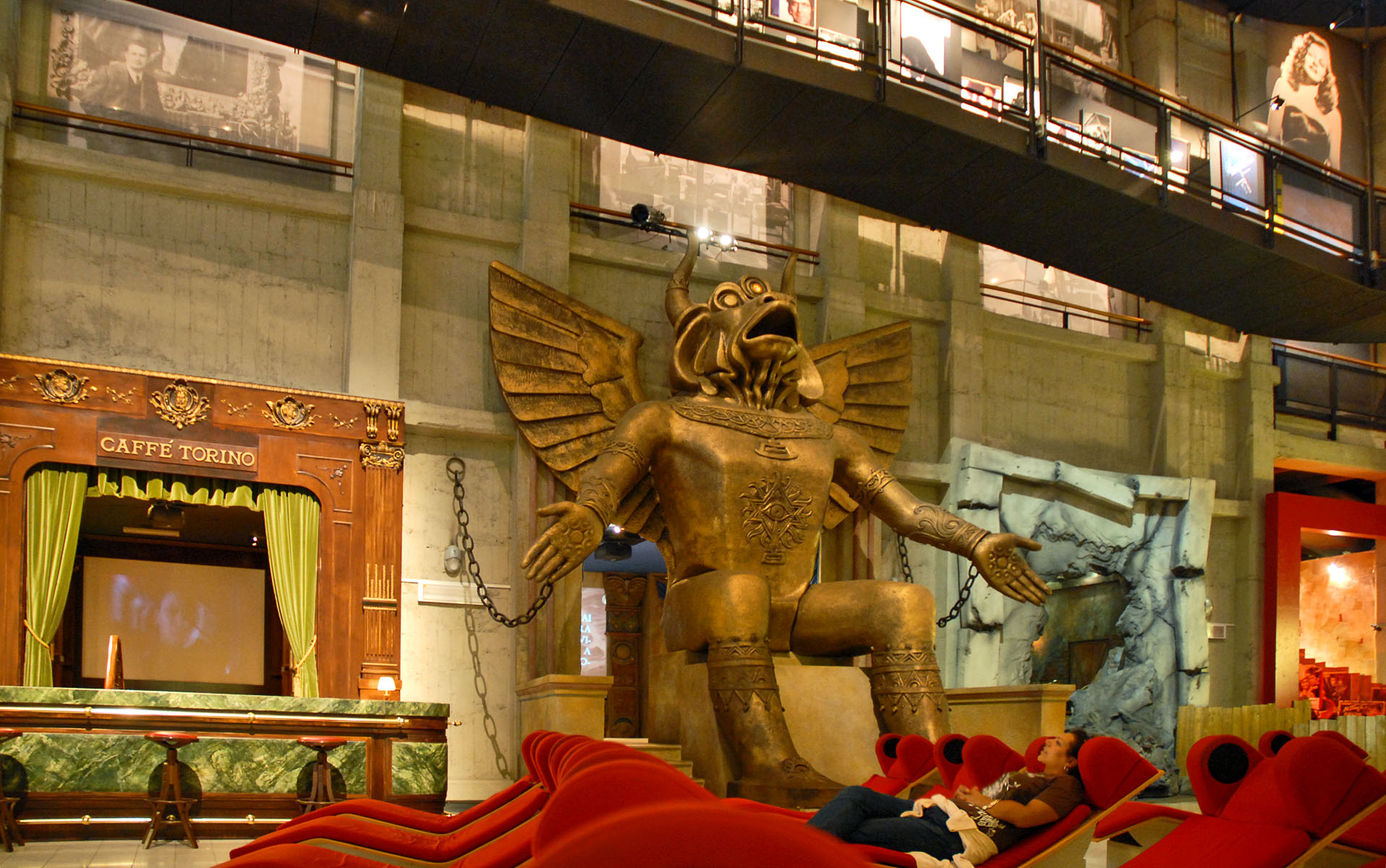
Figürliche Darstellung des Moloch für den Film Cabiria von Giovanni Pastrone im Museo nazionale del Cinema in Turin

Eine literarische Bearbeitung dieses Opferkomplexes wurde von Gustave Flaubert in einem Kapitel seines Romans Salammbô unternommen und in Giovanni Pastrones Film Cabiria aufgenommen.
In John Miltons Epos Paradise Lost ist Moloch einer der Höllenfürsten. Er liebt Kinderblut und Elterntränen und spricht sich für einen erneuten offenen Krieg gegen den Himmel aus.
Friedrich Hebbels Theaterstück Der Moloch dramatisiert 1849–1850 in eindringlicher Weise die Landung des Moloch in Deutschland.
In der Filmreihe Die purpurnen Flüsse Teil 2 „Tag der Asche“ ist Moloch der Gott einer religiösen Sekte, die sich als Nachkommen von Lot ansieht.